# 林斯堡
林斯堡是德国下萨克森州的一个市镇。总面积23.53平方公里，总人口931人，其中男性458人，女性473人（2011年12月31日），人口密度40人/平方公里。